# Абіш
А́біш (каз. Әбіш) — село у складі Казталовського району Західноказахстанської області Казахстану. Входить до складу Жанажольського сільського округу.
Населення — 223 особи (2021; 308 у 2009, 301 у 1999, 342 у 1989).